# Andrés Ravera
Andrés Ravera (fl. XX secolo) è stato un calciatore uruguaiano, di ruolo centrocampista.

## Carriera
Con la propria Nazionale si laureò campione continentale nel 1920.

## Palmarès

### Nazionale
- Campeonato Sudamericano de Football: 1

Cile 1920